# 卓洲胡僊
卓洲胡僊（たくじゅうこせん、1760年2月17日（宝暦10年1月1日） - 1833年10月11日（天保4年8月28日））は、江戸時代後期の臨済宗の僧。峨山慈棹の法嗣で、白隠慧鶴の法孫に当たる。隠山惟琰と並び、現在の臨済宗の2つの法系の1つである卓洲系の祖となった。その宗風は綿密と評される。

## 人物
尾張国津島（現・愛知県）に生まれる。安永元年（1772年）、13歳のときに名古屋總見寺で祥鳳禅瑞の下で出家し、19歳の時に遊行に出て武芸谷汾陽寺の快岩智徹、京の等持院で霊源慧桃から法を学ぶ。2人の師は共に白隠慧鶴の法嗣であった。また高野山にも訪れている。
名古屋に戻った際に白林寺の月鑑和尚より白隠慧鶴の法嗣であった峨山慈棹に学ぶことを薦められたため、峨山が住持をしていた相模国永田宝林寺に参禅するようになる。
その後師の印可を得て1796年（寛政8年）に總見寺に戻り住持となる。
1813年（文化10年）に紫衣を賜い、1833年10月11日（天保4年8月28日）遷化した。主な法嗣に熊本見性寺の蘇山玄喬、美濃東禅寺の蓬洲禅苗、広島竜福寺の春応禅悦、静岡臨済寺の海山宗恪、三河天恩寺の石応宗珉、沼津蓮光寺の妙喜宗績、尾張長寿寺の海洲楚棟がいる。

## 参考資料
- 『新版禅学大辞典』
- 『妙心寺史　下巻』
- 『妙心寺 650年の歩み』